# 郭霆謙
郭霆謙（英語：Kwok Ting Him，1994年12月28日—），生於香港，香港足球運動員，司職中場，現時效力香港甲組聯賽球會南華。

## 球會生涯
郭霆謙生於香港，小時候每逢星期日都會到球場當小粉絲看南區比賽，還記得當時上陣比賽的球員，除了現時的隊友林浩鈞外，還有教練現任鄭兆聰，驅使他在14歲那年正式成為南區的球員，在2015年7月隨冠忠南區升班到香港超級聯賽，獲得不少上陣機會，表現穩定。 

## 外部連結
- 香港足球總會網頁球員資料 （页面存档备份，存于）